# Heliotropium johnstonii
Heliotropium johnstonii är en strävbladig växtart som beskrevs av Ragon. Heliotropium johnstonii ingår i Heliotropsläktet som ingår i familjen strävbladiga växter. Inga underarter finns listade i Catalogue of Life.